# 2010年亞洲運動會划船比賽
2010年亞洲運動會賽艇比賽於11月14日至19日在广东国际划船中心舉行。比赛共设14个小项，共有来自19个代表团的201名选手参加比赛。

## 獎牌統計
| 排名 | 国家／地区      | 金牌 | 银牌 | 铜牌 | 總數 |
| ---- | --------------- | ---- | ---- | ---- | ---- |
| 1    | 中国（CHN）     | 10   | 0    | 0    | 10   |
| 2    | 日本（JPN）     | 2    | 2    | 1    | 5    |
| 3    | 印度（IND）     | 1    | 3    | 1    | 5    |
| 4    | 伊朗（IRI）     | 1    | 0    | 1    | 2    |
| 5    | 韩国（KOR）     | 0    | 3    | 3    | 6    |
| 6    | 越南（VIE）     | 0    | 2    | 0    | 2    |
| 7    | （UZB）         | 0    | 1    | 4    | 5    |
| 8    | 中国香港（HKG） | 0    | 1    | 1    | 2    |
| 8    | （KAZ）         | 0    | 1    | 1    | 2    |
| 10   | 中华台北（TPE） | 0    | 1    | 0    | 1    |
| 11   | 伊拉克（IRQ）   | 0    | 0    | 1    | 1    |
| 11   | 泰国（THA）     | 0    | 0    | 1    | 1    |
| 總計 | 總計            | 14   | 14   | 14   | 42   |

## 各項成績

### 男子
| 項目                 | 金牌                                                                                                | 银牌 | 铜牌 |
| 單人雙槳             | 巴傑朗·拉爾·塔卡爾（印度）                                                                          | 汪明輝（中华台北） | 海德尔·努扎德（伊拉克） |
| 雙人雙槳             | 中国（CHN） · 蘇輝 · 張亮                                                                           | （UZB） · 魯斯蘭·瑙爾紮利耶 · 維亞切斯拉夫·季德裏赫 | 韩国（KOR） · 金東龍 · 金萱 |
| 四人單槳無舵手       | 中国（CHN） · 孫昭穩 · 吳林 · 李東健 · 劉坤                                                         | 印度（IND） · 阿尼爾·庫馬爾 · 薩吉·托馬斯 · 蘭吉特·辛格 · 傑尼爾·克裏希南                                                                                    | （UZB） · 謝爾蓋·佳恩 · 葉菲姆·庫茲涅佐夫 · 博季爾·穆羅多夫 · 雅各布·哈姆紮耶夫 |
| 八人單槳有舵手       | 中国（CHN） · 仉方兵 · 鄭小龍 · 李東健 · 朱自強 · 郭曉兵 · 周意男 · 王向黨 · 薛豐 · 曲曉明 · 張德常 | 印度（IND） · 阿尼爾·庫馬爾 · 薩吉·托馬斯 · 吉裏拉傑·辛格 · 洛凱什·庫馬爾 · 曼吉特·辛格 · 拉傑什·庫馬爾·亞達夫 · 蘭吉特·辛格 · 蘭吉特·辛格 · 傑尼爾·克裏希南 | （UZB） · 阿爾喬姆·庫德裏亞紹夫 · 阿爾喬姆·庫德裏亞紹夫 · 葉菲姆·庫茲涅佐夫 · 達米爾·瑙爾紮利耶夫 · 亞曆山大·季德裏赫 · 阿蔔杜-拉蘇爾·穆罕默季耶夫 · 紮法爾·奧斯曼諾夫 · 博季爾·穆羅多夫 · 雅各布·哈姆紮耶夫 |
| 輕量級單人雙槳       | 穆赫辛·沙迪納加德（伊朗）                                                                           | 武田大作（日本） | 阿爾喬姆·庫德裏亞紹夫（） |
| 輕量級雙人雙槳       | 中国（CHN） · 張國林 · 孫傑                                                                         | 中国香港（HKG） · 鄒廣榮 · 蘇秀華 | 日本（JPN） · 田立健太 · 小谷健太 |
| 輕量級四人單槳無舵手 | 日本（JPN） · 須田貴浩 · 大元英照 · 片岡勇 · 佐藤芳則                                               | 印度（IND） · 洛凱什·庫馬爾 · 曼吉特·辛格 · 拉傑什·庫馬爾·亞達夫 · 薩蒂什·喬希                                                                               | 中国香港（HKG） · 梁俊碩 · 關騏昌 · 廖順賢 · 鄧超萌 |

### 女子
| 項目           | 金牌                                          | 银牌                                                  | 铜牌 |
| 單人雙槳       | 唐賓（中国）                                  | 申映銀（韩国）                                        | 紮裏娜·米哈伊洛娃（）                                                                                              |
| 雙人雙槳       | 中国（CHN） · 田靚 · 金紫薇                   | 越南（VIE） · 範氏惠 · 範氏草                         | 韩国（KOR） · 林恩周 · 高榮恩                                                                                      |
| 雙人單槳無舵手 | 中国（CHN） · 孫正平 · 林洪                   | （KAZ） · 奧克薩娜·納紮羅娃 · 斯韋特蘭娜·格爾馬諾維奇 | 印度（IND） · 普拉蒂瑪·普哈納 · 普拉米拉·普拉瓦·明茲                                                               |
| 四人單槳無舵手 | 中国（CHN） · 丁延潔 · 李欣 · 吉珍 · 劉佳歡   | 韩国（KOR） · 李恩惠 · 羅慧美 · 金雅凜 · 金佳瑛       | （KAZ） · 葉卡捷琳娜·阿爾捷米耶娃 · 奧克薩娜·納紮羅娃 · 斯韋特蘭娜·格爾馬諾維奇 · 瑪麗亞·菲利蒙諾娃                |
| 輕量級單人雙槳 | 若井惠裏（日本）                              | 池裕珍（韩国）                                        | 布沙亞瑪·彭甲托（泰国）                                                                                            |
| 輕量級雙人雙槳 | 中国（CHN） · 黃文儀 · 潘飛鴻                 | 日本（JPN） · 岩本亞希子 · 福本溫子                   | 韩国（KOR） · 金明伸 · 金雪智                                                                                      |
| 輕量級四人雙槳 | 中国（CHN） · 劉婷婷 · 王鑫楠 · 劉憬 · 嚴詩敏 | 越南（VIE） · 範氏海 · 鄧氏參 · 阮氏友 · 陳氏杉       | 伊朗（IRI） · 胡梅拉·巴爾澤加爾·塔姆林 · 蘇勒瑪茲·阿巴西-阿紮德 · 瑪麗亞姆·賽義迪·哈拉耶姆 · 娜西姆·本-雅各布·薩尼 |